# ピティア (小惑星)
ピティア (432 Pythia) は小惑星帯に位置する小惑星。1897年12月18日、オーギュスト・シャルロワがニースで発見した。
ギリシア神話のアポロンの神託所の巫女ピティアにちなんで名づけられた。